# Robert Curzon (député)
Robert Curzon (13 février 1774 - 14 mai 1863), de Parham Park, dans le Sussex, est un député britannique .

## Biographie
Il est le seul fils survivant d'Assheton Curzon (1er vicomte Curzon) de Penn House, Buckinghamshire, et de sa deuxième épouse Dorothy, fille de Robert Grosvenor (6e baronnet). Penn Assheton Curzon est son demi-frère aîné et Richard Curzon-Howe (1er comte Howe), son neveu . Il fait ses études à la Westminster School, au Lincoln's Inn et au Christ Church, Oxford, où il obtient un BA en 1795.

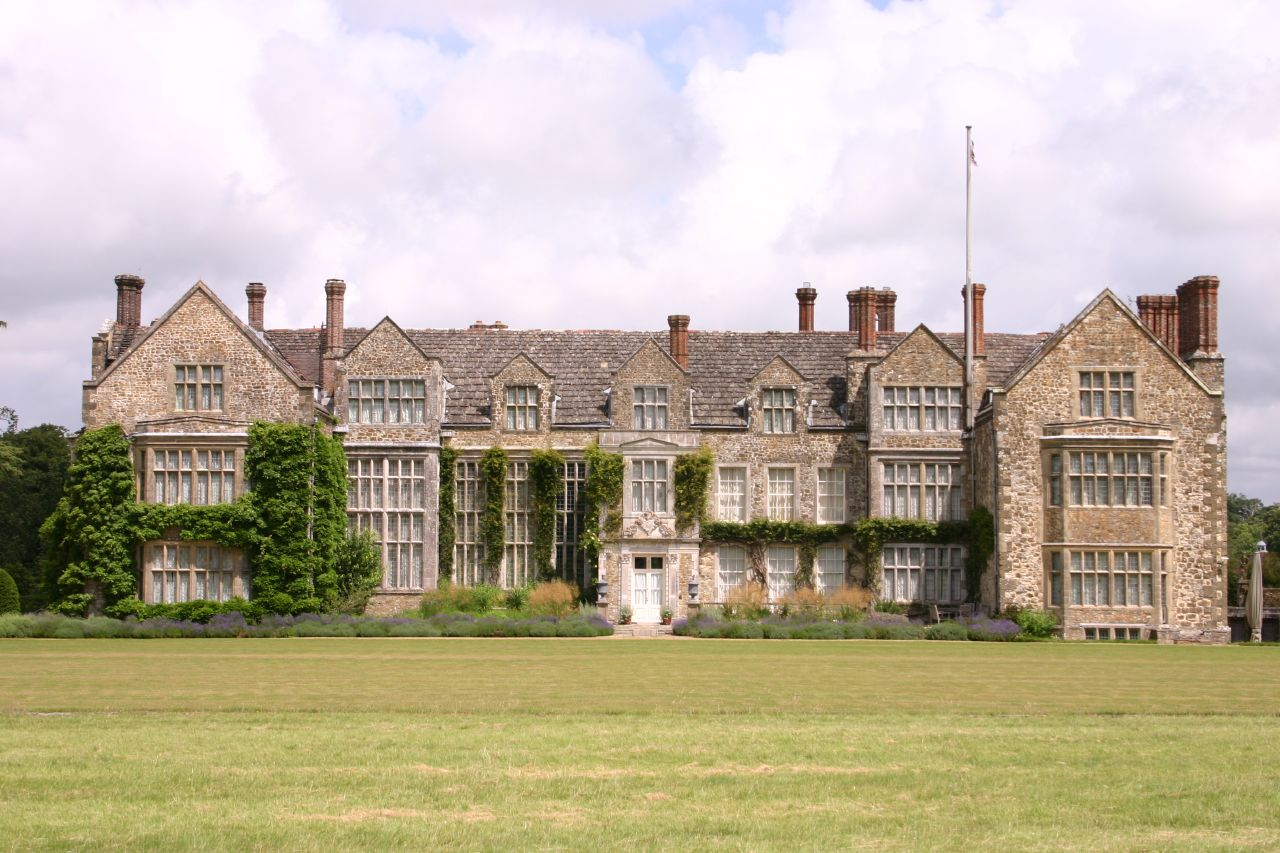
Parham Park House

Il est élu au Parlement pour Clitheroe en 1796 (succédant à son cousin Richard Erle-Drax-Grosvenor), poste qu'il occupe pendant 35 ans . Il est également juge de paix (JP), sous-lieutenant de Sussex et haut-shérif de Sussex pour 1834–35.
Il épouse l'honorable Harriet Anne, fille aînée de Cecil Bisshopp (12e baron Zouche) de Parham, en 1808. La baronnie de Zouche reste en suspens à la mort de Lord Zouche en 1828, mais est attribuée l'année suivante à Harriet Anne (connue sous le nom de baronne de la Zouche). Curzon hérite de Hagley Hall à la mort de son père en 1820 et acquiert Parham Park en fiducie lors du décès de son beau-père en 1828.
Il meurt à Parham Park en mai 1863, laissant deux fils, et est enterré à Parham. Lady de la Zouche meurt en mai 1870. Son fils aîné, Robert Curzon (14e baron Zouche), lui succède. Il a déjà succédé à son père comme député de Clitheroe au Parlement . Dans son testament, il demande que le domaine d'Hagley soit vendu, pour fournir un revenu pour son plus jeune fils, l'avocat Edward Cecil Curzon.
Il possède une copie du Troisième folio des œuvres de Shakespeare, contenant ce qui pourrait être la seule copie d'un portrait d'Anne Hathaway, la femme de Shakespeare.